# Эглюциемс
Эглюциемс (латыш. Egļuciems) — населённый пункт в Балвском крае Латвии. Административный центр Лаздулейской волости. Располагается у региональной автодороги P46 (Дублева — Церпене). Расстояние до города Балви составляет около 18 км. По данным на 2015 год, в населённом пункте проживало 127 человек.

## История
В советское время населённый пункт носил название Дукулёва и входил в Лаздулейский сельсовет Балвского района. В селе располагался колхоз «Борец».